# 堪察加拉拉藤
堪察加拉拉藤（学名：Galium boreale var. kamtschaticum）为茜草科拉拉藤属下的一个变种。

## 扩展阅读
- 維基物種上的相關：堪察加拉拉藤